# Anisodes hirtifemur
Anisodes hirtifemur är en fjärilsart som beskrevs av Louis Beethoven Prout 1932. Anisodes hirtifemur ingår i släktet Anisodes och familjen mätare. Inga underarter finns listade i Catalogue of Life.